# 1991 Darwin
Darwin (asteroide 1991) é um asteroide da cintura principal, a 1,7825757 UA. Possui uma excentricidade de 0,2072342 e um período orbital de 1 231,54 dias (3,37 anos).
Darwin tem uma velocidade orbital média de 19,86283382 km/s e uma inclinação de 5,91672º.
Esse asteroide foi descoberto em 6 de Maio de 1967 por Carlos Cesco, Arnold Klemola.
Seu nome é uma homenagem ao naturalista inglês Charles Darwin.